# Camila Rolón
Venerable Camila Corina Rolón, o venerable Camila de San José Rolón  (San Isidro, Buenos Aires, Argentina; 18 de julio de 1842 – Roma Italia; 16 de febrero de 1913), fue religiosa fundadora del Instituto Hermanas Pobres Bonaerenses de San José.

## Biografía
Camila Rolón nació en San Isidro, Pcia. de Buenos Aires, el 18 de julio de 1842. Cuatro días más tarde, sus padres la hicieron bautizar. Recibió los nombres de Camila Corina. Se la llamó Camila por haber nacido el día de San Camilo de Lelis, un santo hospitalario del siglo XVI.
La pequeña era hija de Eusebio Rolón y de María Gutiérrez, ambos buenos cristianos, hondamente arraigados en el lugar. Se destacaba una chiquilla de rostro moreno, ojos grandes y negros, inteligencia despierta, y genio comunicativo, alegre y vivaz. Su infancia se deslizó en el seno de un hogar pobre, pero honorable y feliz, respirando aire puro en la placidez del paisaje sanisidreño, tan pintoresco por sus lomadas, sus barrancas y la costa del gran estuario del Río de la Plata. Tenía horror a las tormentas y al pecado. Aquellas le parecían un reflejo de la ira del cielo, por los pecados de los hombres.
En su adolescencia, su familia se trasladó a Buenos Aires y ella, participa activamente de la vida Parroquial en la Basílica Nuestra Señora del Socorro. Se dedicaba a la catequesis de niños, visitar a los pobres y enfermos, sin desatender las tareas de su casa y ayudando al cuidado de sus hermanos. Desde los 18 años se sintió llamada a la vida religiosa.
Durante las epidemias de cólera y fiebre amarilla, que azotaron Bs. As., en 1867 y 1871, Camila se dedicó constantemente, al cuidado de los enfermos que quedaban abandonados en sus propias casas o en las calles.
En 1875 con el deseo de ser toda de Jesús, ingresó al Monasterio de Carmelitas Descalzas, donde sólo estuvo veintinueve días; ya que se enfermó gravemente. Fue una enfermedad que la acompañó toda su vida.
En 1877, se traslada a un pueblo de la campaña llamado Exaltación de la Cruz, en la Pcia. de Bs. As., para recobrar su salud y colaborar con el Párroco del lugar Saturnino Azurmendi. Mientras tanto, fue creciendo en ella un “pensamiento”: fundar unas Hermanas que se dedicaran al cuidado y educación de los niños pobres y abandonados, principalmente de la campaña; y también de la ayuda material y espiritual a los enfermos y pobres desamparados.
El 28 de enero de 1880 funda la Congregación de Hermanas Pobres Bonaerenses de San José, en Mercedes, Pcia. de Bs. As. El número de Hermanas aumentaba cada día y se iban multiplicando los Hogares, Asilos y Hospitales que amparaba a los más pobres y abandonados.
Purificada con grandes pruebas espirituales y una dolorosa enfermedad, Madre Camila murió en Roma, el 16 de febrero de 1913, a la edad de 70 años. Sus restos fueron repatriados a Argentina, siendo la primera mujer velada en la Catedral de Buenos Aires y, previo solemne funeral, fueron llevados a la localidad de donde reposan en la Capilla de la Casa Madre en Muñiz (Bs.As).
Su fama de su santidad fue creciendo después de su muerte y se extendió dentro y fuera de su Patria. El 2 de abril de 1993, Su Santidad San Juan Pablo II, la declaró Venerable.

## Obra
En el año 1877, junto a su abuela y para reponerse de una enfermedad, Camila Rolón se trasladó a vivir a la localidad de Capilla del Señor, lugar donde encontró el apoyo a su idea de crear una Congregación de Hermanas para asistir a los niños pobres y los enfermos en la campaña.
El 28 de enero de 1880, fundó en Mercedes, provincia de Buenos Aires, la Congregación de Hermanas Pobres Bonaerenses de San José, destinada al cuidado y educación de niños y jóvenes, como también, a ayudar a los enfermos terminales.
El 19 de marzo de 1882 hicieron su Profesión religiosa las primeras hermanas. La Congregación comenzó a desarrollarse bajo la dirección de su fundadora. En 1886 el Arzobispo, finalizado el primer período previsto de seis años, designó Superiora a Sor Catalina de Cristo. A partir del Primer Capítulo General, celebrado en 1890, la Venerable gobernó el Instituto hasta su muerte, desarrollando una actividad extraordinaria, a pesar de su escasa salud, para consolidar la obra. El 16 de junio de 1891 obtuvo el Decreto de Alabanza; el 3 de mayo de 1898, la aprobación Pontificia del Instituto y el 15 de diciembre de 1908, la aprobación definitiva de las Constituciones.
La Madre Camila Rolón viajó a Roma, Italia, donde presentó al Papa Pío X, los estatutos de su congregación, con aprobación papal, además de obtener la gracia de trasladar a Roma la Casa Generalicia, en 1910.
Madre Camila tenía una gran experiencia acerca del dolor y el sufrimiento humano. Su corazón generoso la hizo volar en ayuda de los necesitados, dándose a ella misma, sin límites.
Hoy sus hijas, herederas de esta misión, buscan vivir de la misma manera estando presentes en Colegios, Guarderías, Hogares de niños, Hogares de Ancianos, Hogar de Madres, Hospitales, Centros de Espiritualidad, Comedores, Misiones. Su obra se ha extendido en Argentina, Uruguay, Estados Unidos, Italia, Rumania y Madagascar.

## Fama de Santidad y proceso de beatificación
La Venerable Madre Camila, aún ante sus propias hermanas de religión, apareció como una de tantas. Sus virtudes heroicas quedaban disimuladas detrás de su palabra fácil, su natural gracejo, sus actitudes “ordinarias”; ocultaba así, celosamente, la profundidad de su tesoro interior, que sólo ponía de manifiesto ante los requerimientos de sus Superiores o Directores.
Del estudio de sus virtudes, surge una santidad sencilla, centrada lógicamente en la fe, la esperanza y la caridad. Su fe está sólidamente fundada en el convencimiento de que el Señor es el Señor, es decir el dueño absoluto de las personas y de las cosas. Pero está igualmente convencida de que el “Dios grande y poderoso, autor de maravillas y Señor de los Señores”, es “nuestro Padre bondadoso”, que la ama y vigila con amorosa providencia sobre ella.
Ante Dios somos nada, comparados con su grandeza, pero también somos hijos infinitamente queridos. De ahí la confianza inquebrantable, que constituye el clima de su vida espiritual. Si quisiéramos definir su espiritualidad, bastaría una palabra: “pobreza” que es la traducción, la expresión más acabada de la virtud de la esperanza.
Su itinerario espiritual fue ahondar en el convencimiento cada vez más profundo de su propia pequeñez e incapacidad, y en el conocimiento siempre mayor de la infinita grandeza de Dios.
Todo el secreto de su santidad está en haber descendido sin miedo hasta el fondo de su nada, y haber contemplado desde allí, con adoración, gratitud y reconocimiento, la majestad y santidad infinita de Dios, que no le atemoriza, porque ha conocido su amor gratuito.

### Iniciación de proceso
- 13 de marzo de 1975: Promulgado el Decreto que permitía la Introducción de su Causa de Beatificación.
- 23 de junio de 1992: el Congreso Especial de los Consultores Teólogos dio su voto favorable.
- 12 de enero de 1993: los Padres Cardenales y Obispos reconocieron que la Sierva de Dios ha ejercitado en grado heroico las virtudes teologales, cardinales y anexas.

### Declaración de Venerable
- 2 de abril de 1993: Declarada Venerable por el Papa Juan Pablo II, acogiendo y ratificando el parecer de la Congregación para las Causas de los Santos, firmando el Decreto correspondiente, ratificando así la santidad de su vida, y declarando solemnemente que:

"Consta que la Sierva de Dios Camila Rolón de San José ha ejercitado en grado heroico las virtudes de la Fe, Esperanza y Caridad hacia Dios y hacia el prójimo, como también las virtudes cardinales de Prudencia, Justicia, Fortaleza, Templanza y las anexas, en el caso y a los efectos de que se trata".